# Trippa di mare
La trippa di mare è una preparazione di pesce tradizionale di San Benedetto del Tronto  e Viareggio, diffusa in vare aree costiere italiane.

## Origine
Questa ricetta è originaria di San Benedetto del Tronto e si è diffusa a Viareggio grazie all'emigrazione di inizio XX secolo dei pescatori sanbenedettesi. 
L'unione delle due tradizioni marinare e gastronomiche è tuttora presente in piatti quali la pasta alla trabaccolara, dal termine trabaccolari (utilizzatori di trabaccoli) utilizzato dai viareggini per indicare i pescatori marchigiani. 
La trippa di mare si ricavava dallo stomaco della rana pescatrice, che veniva pulito con acqua di mare aprendolo e legandolo a lenze fuoribordo. 
Alternativamente si può ricavare dal baccalà (merluzzo) o dal tonno. La trippa di tonno è molto tipica della Sardegna (belu di tonno), della Liguria (la ventre di tonno) e del Sud Italia, mentre quella di baccalà è diffusa in vare aree costiere italiane.  

## Preparazione
Lessare la trippa di pesce in acqua salata e foglie d'alloro per circa 20 minuti, poi lasciar raffreddare e tagliare a strisce.  
Fare uno sfritto con un trito di carote, sedano e cipolla, poi aggiungere la trippa, pepe nero, menta e salare. 
Sfumare con vino bianco, aggiungere la passata di pomodoro e cuocere per circa 20 minuti a fuoco basso. 
Servire su pane tostato, eventualmente con olio, e spolverare con pecorino grattugiato.